# Swift & Company
La Swift & Company se trata una compañía privada, dedicada en exclusiva a la comercialización y distribución de carne en Estados Unidos, llegando a volúmenes que le convierten en la tercera más grande del mundo. Especializada en la distribución de carne de vacuno así como la de cerdo. Es de la misma forma uno de los mayores procesadores de carne de Australia.

## Historia
La compañía Swift & Company fue fundada en el año 1855 por Gustavus Franklin Swift.